# Acanthistius cinctus
Acanthistius cinctus es una especie de pez del género Acanthistius, familia Serranidae. Fue descrita científicamente por Günther en 1859.
Se distribuye por la región del Pacífico Suroeste. La longitud total (TL) es de 50 centímetros. Habita en zonas costeras, cerca de arrecifes.
Está clasificada como una especie marina inofensiva para el ser humano.